# Place Auguste-Lafourcade
La place Auguste-Lafourcade (en occitan : plaça Auguste Lafourcade) est une voie de Toulouse, chef-lieu de la région Occitanie, dans le Midi de la France.

## Situation et accès

### Description
La place Auguste-Lafourcade est une voie publique de Toulouse. Elle se situe au nord du quartier Saint-Michel, dans le secteur 5 - Sud-Est.

### Voies rencontrées
La place Auguste-Lafourcade rencontre les voies suivantes, dans l'ordre des numéros croissants :
1. Rue Achille-Viadieu
2. Allées Paul-Feuga
3. Espace Jean-Étienne-Duranti
4. Allées Jules-Guesde
5. Grande-rue Saint-Michel

### Transports
La place Auguste-Lafourcade est largement desservie par les transports en commun Tisséo. Des deux côtés est et ouest se trouvent les accès de la station Palais-de-Justice, sur la ligne  du métro. À proximité immédiate, sur les allées Paul-Feuga, se trouvent également la station terminus des lignes de tramway , ainsi que les arrêts des lignes de bus 4466.
Les stations de vélos en libre-service VélôToulouse sont les stations no 68 (1 bis allées Jules-Guesde), à l'angle de la place, et no 69 (11 allées Paul-Feuga).

## Odonymie
La place porte le nom d'Auguste Lafourcade (1850-1920). Né à Beaumont-de-Lomagne (Tarn-et-Garonne), élève à l'école normale d'instituteurs de Toulouse (actuel INSPÉ Saint-Agne, no 56 avenue de l'U.R.S.S.), dont il sort major, il est nommé directeur de l'école du Grand-Rond (actuelle école élémentaire Calvinhac, no 8 rue Jacques-Labatut) puis, entre 1885 et 1910, directeur de l'école primaire supérieure du faubourg Saint-Michel, rue des Trente-Six-Ponts, transférée en 1909 dans la rue des Récollets (actuel lycée Marcellin-Berthelot, no 59 rue Achille-Viadieu). Il mourut à son domicile (actuel no 29 rue du Languedoc), le 6 mars 1921.
La place était désignée au XIVe siècle comme la place Saint-Michel : c'est sur le sol de la place actuelle que s'élevait l'église Saint-Michel. En 1794, pendant la Révolution française, on détruisit l'église et la place prit le nom de Triomphe – qu'elle ne conserva cependant pas. En 1806, on fit des projets d'agrandissement et d'aménagement de la place, qui se trouvait à la plus importante entrée au sud de la ville, et elle fut désignée comme la place extérieure Saint-Michel, par opposition à la place intérieure (actuelle place du Parlement). C'est finalement le 28 juillet 1933 qu'elle prit le nom d'Auguste Lafourcade.

## Histoire
La place correspond à un ancien carrefour, antérieur au XIVe siècle, agrandi et aligné au XIXe siècle.

## Patrimoine et lieux d'intérêt

### Fontaine Ariège-Garonne

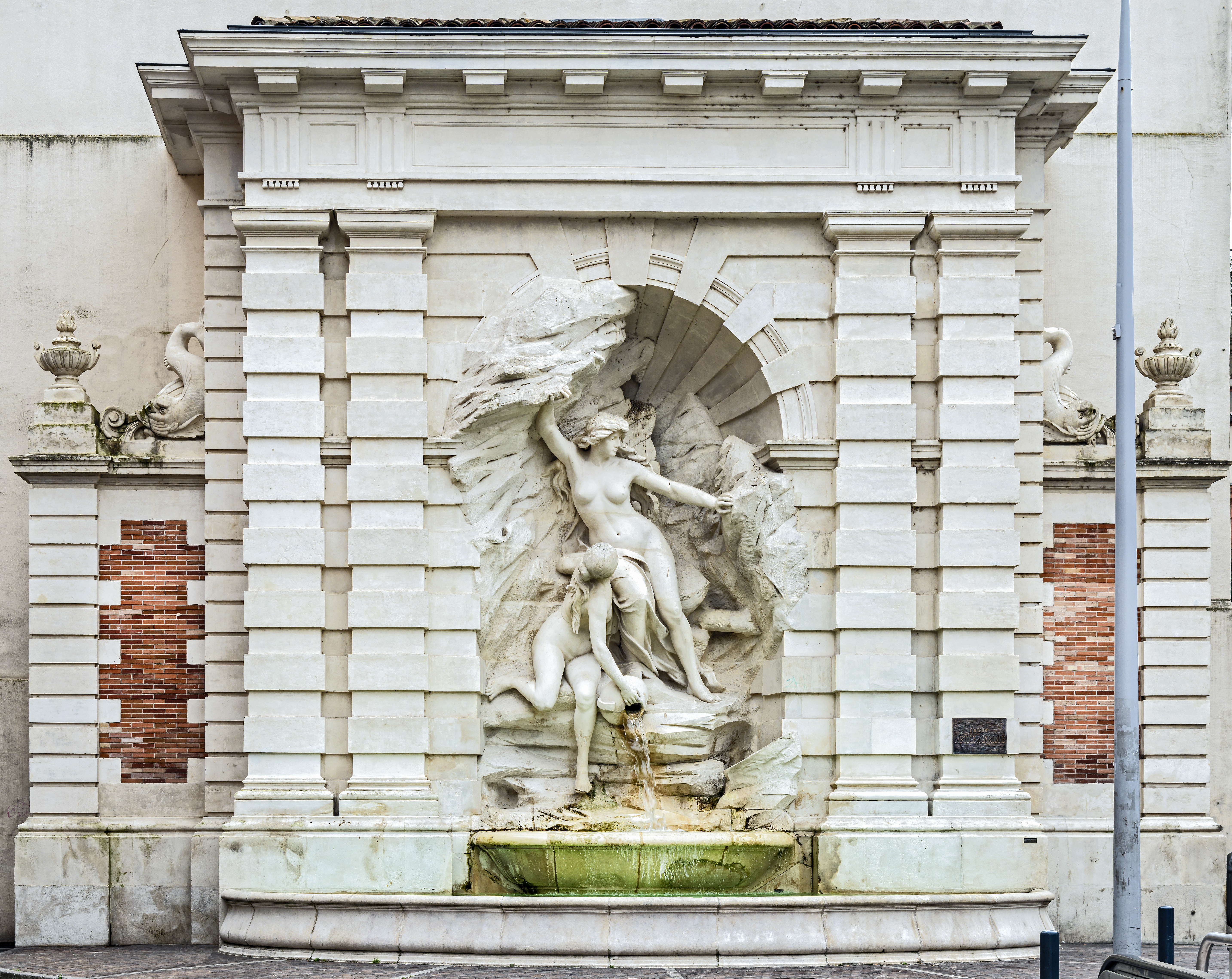
La fontaine Ariège-Garonne, par Joseph Thillet et Alexandre Laporte (1896).

La fontaine Ariège-Garonne est créée en 1896, par la collaboration de l'architecte Joseph Thillet et du sculpteur Alexandre Laporte. Elle est installée au Jardin des plantes. En 1982, elle est déplacée pour cacher le mur aveugle d'un immeuble de la grande-rue Saint-Michel (actuel no 166). La partie centrale de la fontaine est occupée par la statue en marbre blanc de la Garonne et l'Ariège. La Garonne, sous les traits d'une femme qui se tient debout, écarte les rochers pyrénéens d'où jaillit sa source. À ses pieds, une jeune fille, l'Ariège, verse sa cruche dans les eaux de la Garonne, qui rejoint la vasque supérieure, avant de s'écouler dans le grand bassin. Le groupe sculpté prend place dans une niche voûtée en berceau, encadrée de deux paires de pilastres à chapiteaux doriques, soutenant un entablement décoré de triglyphes et surmonté d'une large corniche à modillons.

### Caserne Saint-Michel
Un immeuble est construit en 1839 par l'architecte Urbain Vitry au profit de MM. Raspaud et Azéma, à l'angle des allées Jules-Guesde. En 1840, le conseil municipal de Toulouse et le conseil général de la Haute-Garonne s'accordent pour le louer afin d'abriter la gendarmerie à cheval, le bâtiment se trouvant à proximité immédiate du palais de justice et de la prison d'arrêt départementale (emplacement de l'actuel no 2 allées Jules-Guesde). En janvier 1841, les trois brigades à cheval de la gendarmerie s'installent dans le bâtiment. La caserne Saint-Michel est restée le siège du Groupement de gendarmerie de la Haute-Garonne. 
L'immeuble, de style néo-classique, développe sur la place Auguste-Lafourcade, malgré la sobriété du décor, une certaine monumentalité : la longue façade de treize travées s'élève sur deux étages décroissants, séparés par une fine corniche. Le rez-de-chaussée et l'entresol sont percés de fenêtres rectangulaires et réunis par de grandes arcades voûtées en berceau. Les travées centrales, où s'ouvre la grande porte cochère, sont traitées en bossage. Au 1er étage, les fenêtres sont simplement surmontées de corniches. L'élévation est couronnée par une corniche à modillons.

### Immeubles
- no  2 : immeuble. 

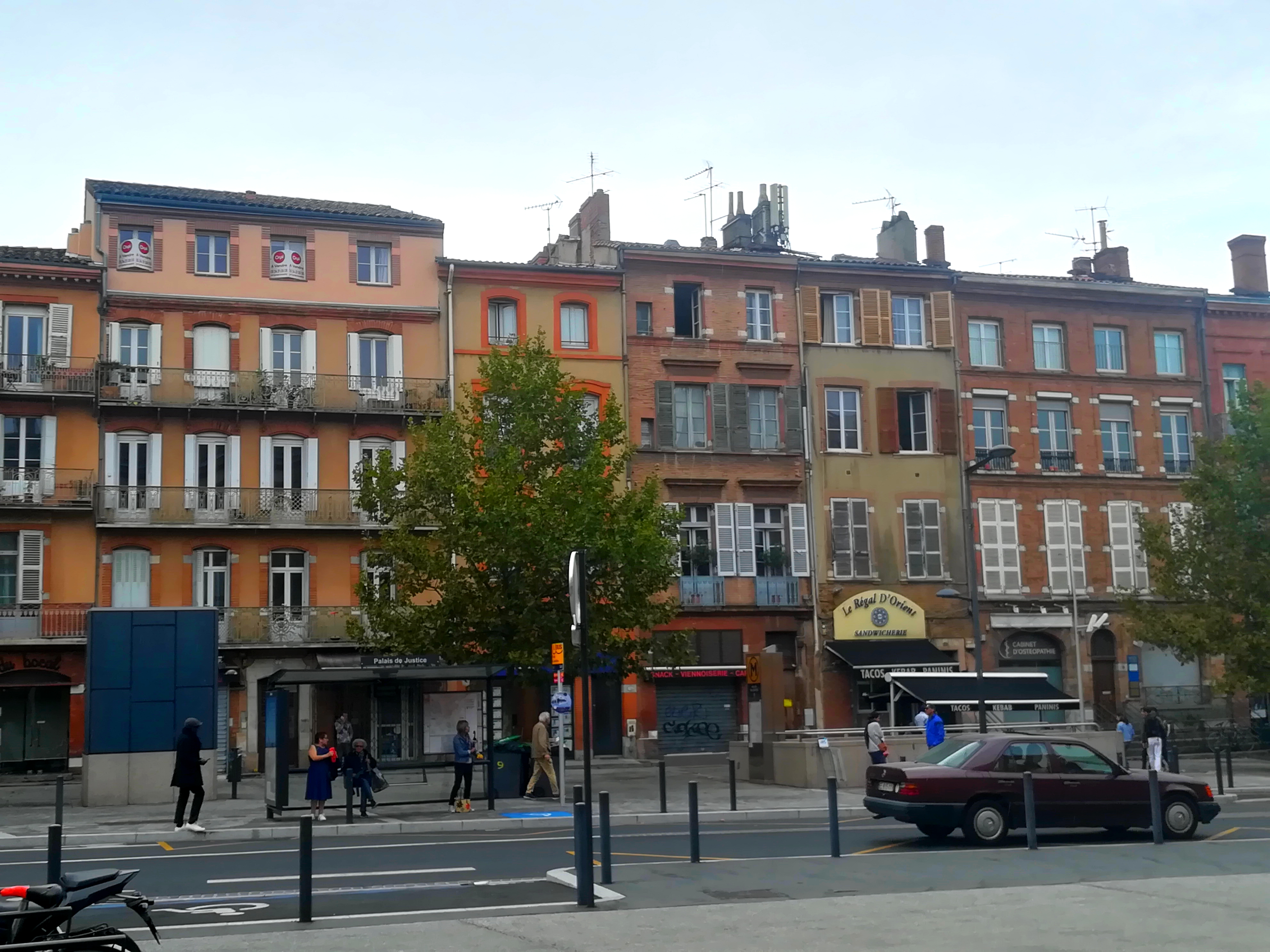
no 6 à 11 : façades des immeubles du côté ouest.

L'immeuble a été aménagé en plusieurs phases. Au rez-de-chaussée, probablement aménagé dans la première moitié du XVIe siècle, la porte a un linteau de pierre sculpté, où prend place le monogramme IHS, surmonté d'une lucarne, dont le linteau en accolade est de style gothique. Les étages, de style classique, ont été reconstruits ou simplement remaniés au cours du XVIIe siècle. Le dernier étage de comble est percé de mirandes qui ont conservé leur grille de fer forgé[8].

- no  10 : immeuble. 
L'immeuble, de style néo-classique, est construit dans la deuxième moitié du XVIIIe siècle. Au rez-de-chaussée, la porte est centrale, encadrée de deux ouvertures de boutique voûtées en anse de panier. Elle est mise en valeur par une imposte en fer forgé, dont les motifs de courbes encadrent le monogramme M, et une agrafe qui porte un mascaron en terre cuite. Aux deux premiers étages, les fenêtres ont conservé des garde-corps en fer forgé[9].